# Свідерський Олексій Іванович
Олексій Іванович Свідерський (8 березня (20 березня) 1878, с. Починок, Чернігівська губернія — 10 травня 1933, Рига) — радянський державний і партійний діяч, дипломат.

## Біографія
Народився в сім'ї земського чиновника. 1897 вступив до Петербурзького університету, брав участь у студентському русі.
1899 року вступив до РСДРП; того ж року був арештований і висланий до Уфимської губернії. 1905 року знаходився на нелегальному становищі; проводив партійну роботу в Петербурзі, Самарі, Тулі, Києві, Ризі, Уфі. У 1905—1906 співпрацював у більшовицьких газетах «Волна» і «Вперёд».
Після Лютневої революції — Редактор більшовицької газети «Вперёд» в Уфі (1917), у червні — голова Уфимської ради.
На початку Жовтневої революції очолив Уфимський військово-революційний комітет, у березні — квітні 1918 року — Уфимську губернську РНК.
В 1918—1922 — член колегії Наркомпроду, в 1922—1928 — член колегії Народного комісаріату держконтролю РРФСР, заступник наркома землеробства РРФСР і водночас ректор сільськогосподарської академії ім. К. А. Тимірязєва.
У вересні 1929 року — уповноважений представник СРСР у Латвії.
Делегат VII конференції та Петроградської загальноміської конференції РСДРП(б) (1917), VI (1917), VIII (1919, з дорадчим голосом), XI (1922, з дорадчим голосом), XIII (1924, з дорадчим голосом) і XV (1927, з дорадчим голосом) з'їздів партії.
Був обраний кандидатом у члени ВЦВК 10-го (1922—1924) і 13-го (1927—1929) скликань, членом ЦВК СРСР 4-го скликання (кандидат у члени Союзної Ради, 1927—1929).
10 травня 1933 року загинув у автомобільній катастрофі в Ризі. Похований на Червоній площі біля Кремлівської стіни.